# Dorchester (Dorset)
Dorchester – miasto i civil parish w Wielkiej Brytanii, w południowej Anglii, położone w hrabstwie Dorset, w dystrykcie (unitary authority) Dorset, nad rzeką Frome. Leży 40,6 km od miasta Bournemouth, 85,4 km od miasta Bristol i 188,2 km od Londynu. W 2011 roku civil parish liczyła 19 060 mieszkańców. Dorchester jest wspomniana w Domesday Book (1086) jako Dorecestre/Dorecestra.